# Погулянка (Камінь-Каширський район)
Погуля́нка — село в Україні, у Камінь-Каширській громаді Камінь-Каширського району Волинської області.

## Населення
Згідно з переписом УРСР 1989 року чисельність наявного населення села становила 626 осіб, з яких 303 чоловіки та 323 жінки.
За переписом населення України 2001 року в селі мешкало 565 осіб.

### Мова
Розподіл населення за рідною мовою за даними перепису 2001 року:
| Мова       | Відсоток |
| ---------- | -------- |
| українська | 99,83 %  |
| білоруська | 0,17 %   |

## Відомі люди
- Кухарик Іван ? - майстер спорту СРСР, багаторазовий чемпіон України і бронзовий призер чемпіонату СРСР з вільної боротьби (1975).
- Рябіїк Микола Миколайович (1975-2023) – солдат Збройних Сил України, учасник російсько-української війни. Загинув 20 грудня 2023 р. в Харківській області. Похований 28 січня 2024 р. на місцевому кладовищі села Погулянка.